# Société nationale académique de Cherbourg
La Société nationale académique de Cherbourg (ou Académie de Cherbourg) est une société savante française, fondée en 1755 à Cherbourg.

## Historique
La Société académique de Cherbourg est créée le 14 janvier 1755 par Pierre Anquetil, prêtre, Jean-François Delaville, médecin, Thomas Groult, procureur de l’Amirauté, Jean-Thomas Voisin-La-Hougue, professeur d’hydrographie, Gilles-Pierre Avoyne de Chantereyne, receveur de l’Amirauté, et Pierre Fréret, sculpteur. La première séance se tient le 1er mai suivant, et Pierre Anquetil est le premier directeur.
Elle est l’une des manifestations de la sociabilité des « élites » locales de l’époque, qui aimaient se réunir pour partager leurs connaissances. Selon Robert Lerouvillois, les fondateurs auraient été influencés par la figure de l’abbé de Saint-Pierre, académicien natif du Val de Saire, et mort en 1743. Cette société, visant à développer également la réputation de leur ville en Normandie, naît aussi alors que Cherbourg, longtemps ville de faible importance économique, sans université ni activité culturelle, aux faibles relations avec Paris, renaît à travers les travaux du port de commerce de Caligny, en attendant ceux de la rade, prend un poids économique essentiel dans le Cotentin.
Avec pour devise « Religion et honneur », suggérée à Groult par le père jésuite Yves-Marie André, les fondateurs placent toutefois la société à l'écart des discussions politiques et théologiques. « Plus scientifique que littéraire ou philosophique » selon Robert Lerouvillois, l’académie s’est intéressée particulièrement à l’histoire locale (Chantereyne et Voisin-La-Hougue ont écrit chacun une histoire de Cherbourg dès la création de la société) et à l’archéologie (études des Pierres Pouquelées de Vauville dès 1755 par exemple). La vocation maritime de Cherbourg a également influencé plusieurs recherches. 
La première décennie voit l'arrivée de 57 nouveaux membres, avant de connaître une première interruption entre 1761 et 1767 à la suite de la mort de plusieurs membres. Reconnue par le roi en 1775, les membres travaillent dans une optique de réalisations pratiques dans la vie économique et sociale, concentrée, comme l'est Cherbourg, sur le commerce et la navigation. La société organise par exemple un concours d'hydrographie pour valoriser les jeunes les plus méritants. 

Nommé commandant de la place de Cherbourg, et membre  de la société dont il prend la présidence honoraire, Charles François Dumouriez décrira une académie « qui ne s'assemblait jamais, étant composée que de cinq à six membres fort peu instruits. […] Une société de gens de lettres, marins et bas-normands, ne pouvaient enrichir ni la littérature ni la langue française. C'étaient des juges d'amirauté, des marchands, des curés de campagne […] ». Souhaitant dynamiser les travaux de ces érudits, il en appelle à leur fidélité au roi : 

« Lorsque le roi s'occupe essentiellement de l'augmentation de notre ville, lorsqu'il veut la rendre une des plus importantes du royaume en se procurant dans sa rade, par des travaux aussi glorieux qu'immenses, un asile assuré pour ses vaisseaux de guerre ; lorsqu'il joint à ce grand projet l'attention paternelle de favoriser l'augmentation de votre commerce, de vos fortunes et de votre bien-être, l'accroissement de vos habitants, l'embellissement de votre ville, en employant annuellement des fonds à vous former un port marchand, je crois que notre société doit se livrer avec zèle à cette impulsion générale. »

 Leur demandant, en 1779, de rédiger des mémoires sur l'économie locale, l'agriculture ou encore la démographie, regroupés au sein des Mémoires sur le Cotentin qui n'ont pas laissé de traces, il se vante d'avoir réveillé la société, qui tombe cependant en sommeil en 1783. Officiellement dissoute comme les autres sociétés savantes, en 1793, certains membres ne cessent pas pour autant de se réunir.
La société est reconstituée en 1807, sous l'impulsion de Thomas Groult, cofondateur et principal animateur avant la Révolution.
Elle reçoit notamment Alexis de Tocqueville, en 1835, pour une étude sur le paupérisme, et Emmanuel Liais, qui donne, en 1849, une communication sur les perturbations mutuelles des planètes et les oscillations du baromètre.
La Société académique publie irrégulièrement des Mémoires regroupant quelques-unes des communications faites par ses membres. Elle est actuellement présidée par Hugues Plaideux.
Elle est membre de la Conférence nationale des académies des sciences, lettres et arts.

## Dénominations
- 1755 - 1793 ; 1807 - 1833 : Société académique de Cherbourg
- 1833 - 1847 : Société royale académique de Cherbourg
- 1848 - 1855 : Société nationale académique de Cherbourg
- 1856 - 1867 : Société impériale académique de Cherbourg
- Depuis 1871 : Société nationale académique de Cherbourg

## Membres
Outre ses six fondateurs, la Société académique de Cherbourg a compté parmi ses membres le gouverneur de Cherbourg, Charles François Dumouriez, l’historien Augustin Le Maresquier, le naturaliste Jacques-François Dicquemare, le critique d’art et mécène Thomas Henry, Alfred de Celles, l'abbé de Beauvais, l’amiral d’Aboville, les maires de Cherbourg Augustin Asselin, Nicolas Noël-Agnès et Bernard Cazeneuve, le maire de Tourlaville et de La Glacerie Henri Menut, l’avocat Adrien Legrin (1852-1938), Gustave Féron (1851-1913), Georges Rouxel, l’écrivain Jean Fleury, le capitaine de vaisseau et explorateur Henri Jouan, le capitaine de vaisseau François-Dominique Laurens de Choisy, Émile Le Chanteur de Pontaumont, les abbés Jean-Baptiste Leroux et Bernard Jacqueline, l'ingénieur général du génie maritime Louis-Émile Bertin, Digard de Lousta, le député Antoine Sivard de Beaulieu.